# Марьинская волость (Херсонский уезд)
Марьинская волость — административно-территориальная единица Херсонского уезда Херсонской губернии и Криворожского уезда Екатеринославской губернии.

## История
26 февраля 1919 года вошла в состав новообразованного Криворожского уезда.
Упразднена 7 марта 1923 года.

## Характеристика
По состоянию на 1886 год состояла из 1 поселения, 1 сельской общины. Население 3387 человек (1682 человека мужского пола и 1705 женского), 587 дворовых хозяйств.
|                        | Площадь, десятин | В том числе пахотной, дес. |
| ---------------------- | ---------------- | -------------------------- |
| Сельских общин         | 10 069           | 9114                       |
| Частной собственности  | -                | -                          |
| Казённой собственности | -                | -                          |
| Другой собственности   | 120              | 120                        |
| Всего                  | 11 189           | 10 234                     |

Поселения волости:
- Марьинское — село при реках Биктриха и Подпольная в 155 верстах от уездного города, 3387 человек, 587 дворов, православная церковь, школа, 2 лавки, 2 ярмарки в год: 6 августа и 26 сентября.